# Sooth

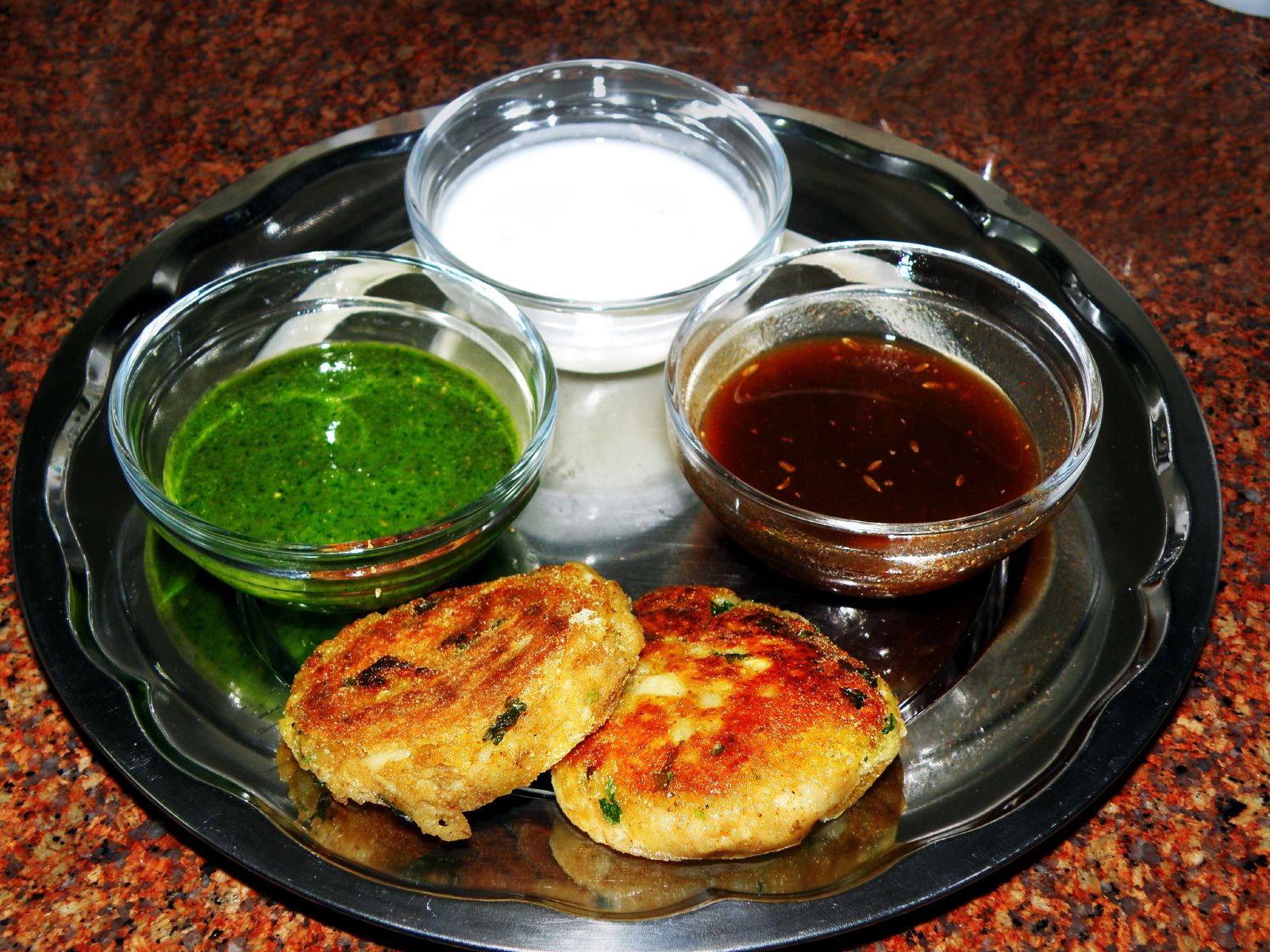
Aloo tikki servido con menta (izquierda), saunth (derecha) y dahi (yogur, detrás).

El sooth o saunth es un chutney dulce empleado en los chaats indios. Se hace con jengibre seco (o sooth, de ahí su nombre) y pasta de tamarindo (imli). El chutney resulta es de color marrón rojizo.
El sooth moderno se hace a menudo con dátiles, pero el jengibre seco da un sabor especial al chaat, por lo que se prefiere en la mayor parte del norte de la India.